# Jean II Le Meingre
Pour les articles homonymes, voir Jean II et Boucicaut.
Jean II Le Meingre, surnommé Boucicaut  né en 1364 à Tours - mort en Angleterre dans le Yorkshire, probablement le 25 juin 1421, fut maréchal de France.
Il ne doit pas être confondu avec Jean Ier Le Meingre, dit Boucicaut, son père.

## Biographie

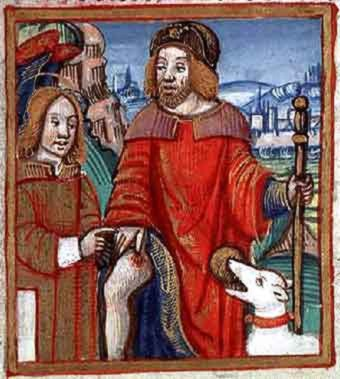
Saint Roch, dont les reliques furent déposées par Boucicaut à Arles.

### Origines - Visite au Pape à Avignon
Le père de Jean II Le Meingre est Jean Ier Le Meingre, surnommé Boucicaut, maréchal de France, originaire de Touraine. Sa mère se nomme Florie de Lignières.
En 1372, Jean II descendit à Avignon rencontrer le pape Grégoire XI, au nom de son père, avec pour mission d’offrir les reliques de saint Roch au couvent de la Trinité d'Arles. Il était accompagné de Philippe de Mézières, compagnon d’armes du maréchal. Le pape avalisa la volonté paternelle et le petit Jean se rendit avec son mentor en pèlerinage à Arles et aux Alyscamps.

### Ses premières campagnes
La Guerre de Cent Ans fait rage depuis 1337.
Lorsqu'il est un pou grandellet, Jean II est admis dans l'entourage du Dauphin, le futur Charles VI , puis nommé valet d'honneur de Charles V.
Début 1378, le roi ordonne la confiscation des fiefs normands de son cousin Charles le Mauvais, qui complotait contre lui. Il laisse l'application de cette mesure au duc Louis II de Bourbon, qui mène cette campagne du début avril à fin juillet, accompagné du jeune Boucicaut.
Celui-ci assiste ensuite très certainement au sacre de Charles VI à Reims, le 4 novembre.
Lorsque le 19 juillet 1380 les pourparlers de Leulinghem sont rompus, Hugues de Calveley débarque à Calais et entreprend de ravager l’Artois et la Champagne. En représailles, Charles VI ordonne à Jean de Vienne de traverser la Manche et de porter la guerre sur les côtes anglaises, et au maréchal Louis de Sancerre de s'avancer en Guyenne. Jean accompagne ce dernier et participe au siège de Montguyon .

### Campagne de Flandre
En 1382, le comte Louis II de Flandre est en lutte contre la ville de Gand et demande l'aide du roi de France. Celui-ci se trouve obligé d'intervenir lorsque Philippe van Artevelde refuse à deux reprises, les 10 et 14 octobre, de recevoir les ambassadeurs français.
Jean II participe à l'expédition, s’illustre lors de la bataille du Pont de Comines, ce qui lui vaut d'être adoubé par Louis II de Bourbon, le 26 novembre.
Il participe le lendemain à la bataille de Roosebeke, et y combat un Flamand de très haute stature qui se moque de lui : « Va téter, va, enfant ». « Les enfants de ton pays, jouent-ils à de tels jeux ? », lui répond Boucicaut après que le géant fut allongé mort.
Cette intervention en Flandre suscite une violente riposte de l'Angleterre, et le 17 mai 1383 débute la chevauchée foudroyante de l'évêque de Norwich, Henri le Despenser, qui parti de Calais s'empare en moins de trois semaines des villes de Bergues, Bourbourg, Cassel, Dunkerque, Furnes,Gravelines, Messines, Nieuport, Poperinghe et Saint-Venant.
Charles VI ordonne un rassemblement de toutes les forces disponibles du royaume. Cette considérable armée royale se regroupe à Arras, entre en Flandre le 1er septembre, oblige l'évêque à lever le siège d'Ypres, et reprend les villes perdues, sauf Calais. La campagne s'achève le 17 septembre. L'armée est licenciée, seul Olivier V de Clisson, Boucicaut et quelques troupes restent sous les armes pour garder la frontière.

### Autres campagnes et pèlerinage en Terre sainte
Jean II quitte cette région fin janvier 1384, et part combattre les Lituaniens, encore païens, aux côtés des chevaliers de l'Ordre Teutonique.
Il est cependant de retour en France au printemps, et participe à une campagne qui commence le 1er juin et dure environ six mois, menée par Louis II de Bourbon, dans le Poitou et en Guyenne, afin d'en chasser les Anglais. Plusieurs villes sont reprises, dont Verteuil après un siège d'un mois.
En 1385, Jean de Gand, revendiquant le royaume de Castille, l’envahit avec deux armées, une anglaise et une galicienne. Une expédition française sous les ordres du duc de Bourbon part au secours du roi Jean Ier de Castille, et se trouve à Barcelone en juin 1386, à Burgos en juillet. Il semble que les combats furent rares, les Anglais se retirant au Portugal, les autres en Galice.
L'armée retourne en France, mais en profite pour attaquer les forces anglaises dans le Sud-Ouest. Boucicaut fait l'admiration de ses amis lors de la prise de Brassempouy. Sont pris aussi Ayenmal, Lescar et Montcuq. Cette campagne prend fin en septembre 1387.
Début 1388, avec son compagnon d'armes Regnaut de Roye, Boucicaut se rend à Venise, puis s'embarque pour Constantinople où il arrive en février. Ils obtiennent des sauf-conduits pour visiter le sultan Mourad Ier, alors en paix avec ses voisins, auprès duquel ils restent environ trois mois, à Gallipoli. Puis ils gagnent le Danube par la Bulgarie, puis sont reçus par le roi Sigismond de Hongrie. Les deux amis restent trois mois dans ce pays, puis se séparent, Renaud prenant le chemin de la Prusse, Jean retournant à Venise, où il s'embarque pour un pèlerinage en Terre sainte où il rencontre Philippe d'Artois en janvier 1389 : celui-ci avait été arrêté à Damas sur ordre du sultan d'Égypte. Boucicaut n'hésite pas à se faire inclure dans sa suite, jusque dans sa prison, au Caire, dans laquelle ils restent quatre mois. Libérés ils revisitent la Terre sainte, et sont de retour en France en octobre.

### Les joutes de Saint Inglevert
Les deux amis rencontrent Charles VI et l'accompagnent dans une visite de ses états du Sud. Le cortège royal est à Montpellier en septembre 1389, à Toulouse le 29 novembre. Il est de retour à Paris le 23 février 1390.
Le pays est alors en paix, une trêve ayant été signée avec les anglais. Jean II, Regnaut de Roye et Jean de Sempy en profitent pour organiser un tournoi à Saint-Inglevert, près de Calais. Pendant trente jours, du 20 mars au 20 avril 1390, ils défient tous les chevaliers et écuyers anglais, ou autres, qui voudraient les combattre. Les trois amis se relaient pour rompre leurs lances sur trente-six adversaires originaires d’Angleterre, du Hainaut et de Bohême, sans être désarçonnés une seule fois.

### Guerre en Prusse contre Croisade en Tunisie
Louis II de Bourbon et Enguerrand de Coucy prennent la tête d'une croisade contre Tunis , mais le roi interdit à Boucicaut d'y participer. Celui-ci, pour s'en consoler, repart pour la Prusse et se met au service de Konrad von Wallenrode, qui lui donne le commandement de la forteresse de Königsberg. C'est là qu'il apprend que Charles VI l'a promu maréchal.

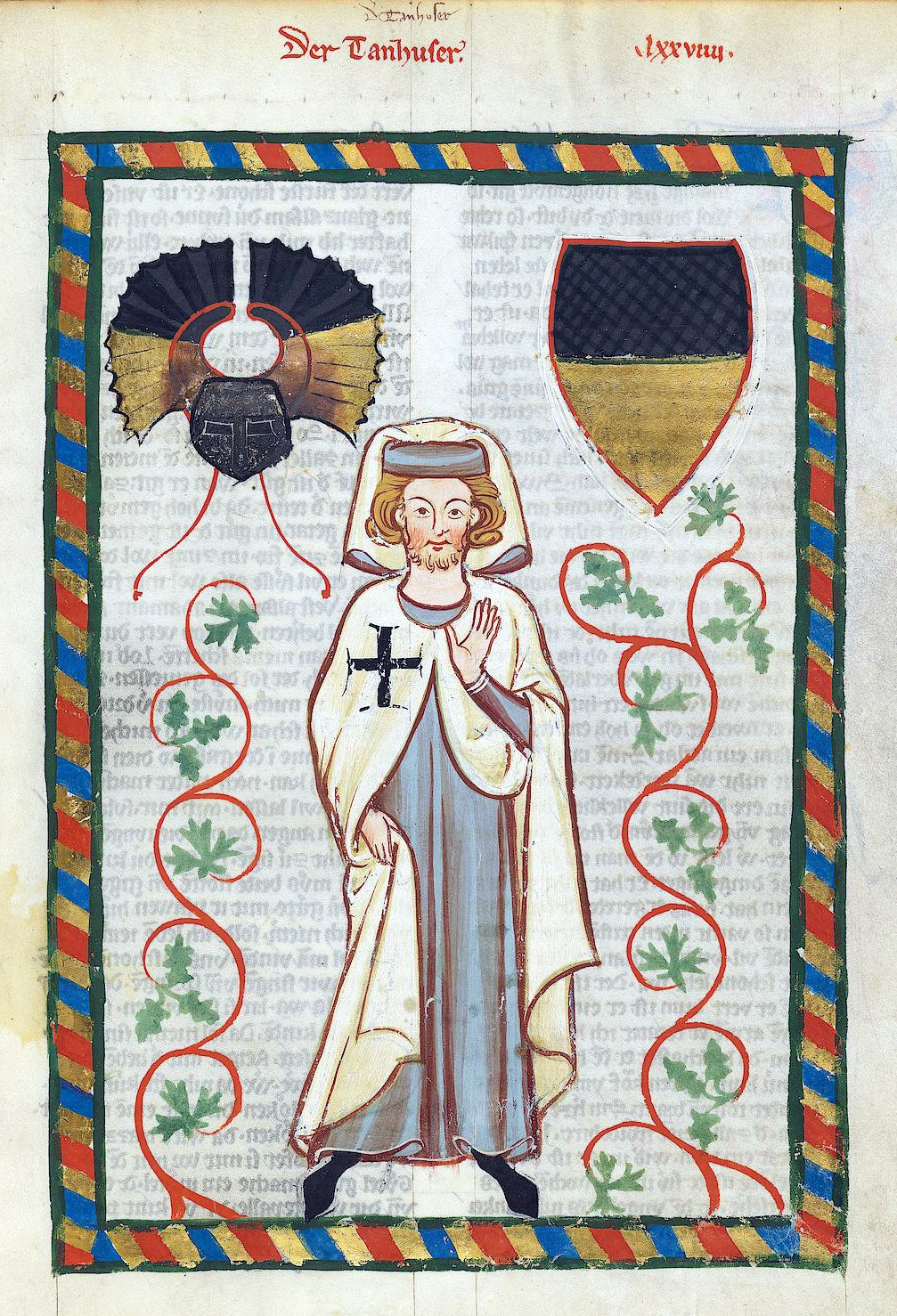
Chevalier teutonique

Le Meingre n’avait pas vingt-cinq ans. Son père avait attendu vingt ans de plus pour obtenir cette dignité.
Il quitte la Prusse et rejoint le roi de France à Tours, qui lui remet en grande solennité le bâton de maréchal le jour de Noël 1391 en la basilique Saint-Martin.

### Folie du roi dans la forêt du Mans
Charles VI prend la tête d'une expédition contre le duc de Bretagne, mais sur la route traversant la forêt du Mans , le 5 août 1392, le roi est pris d’une crise de démence. Boucicaut est à ses côtés.

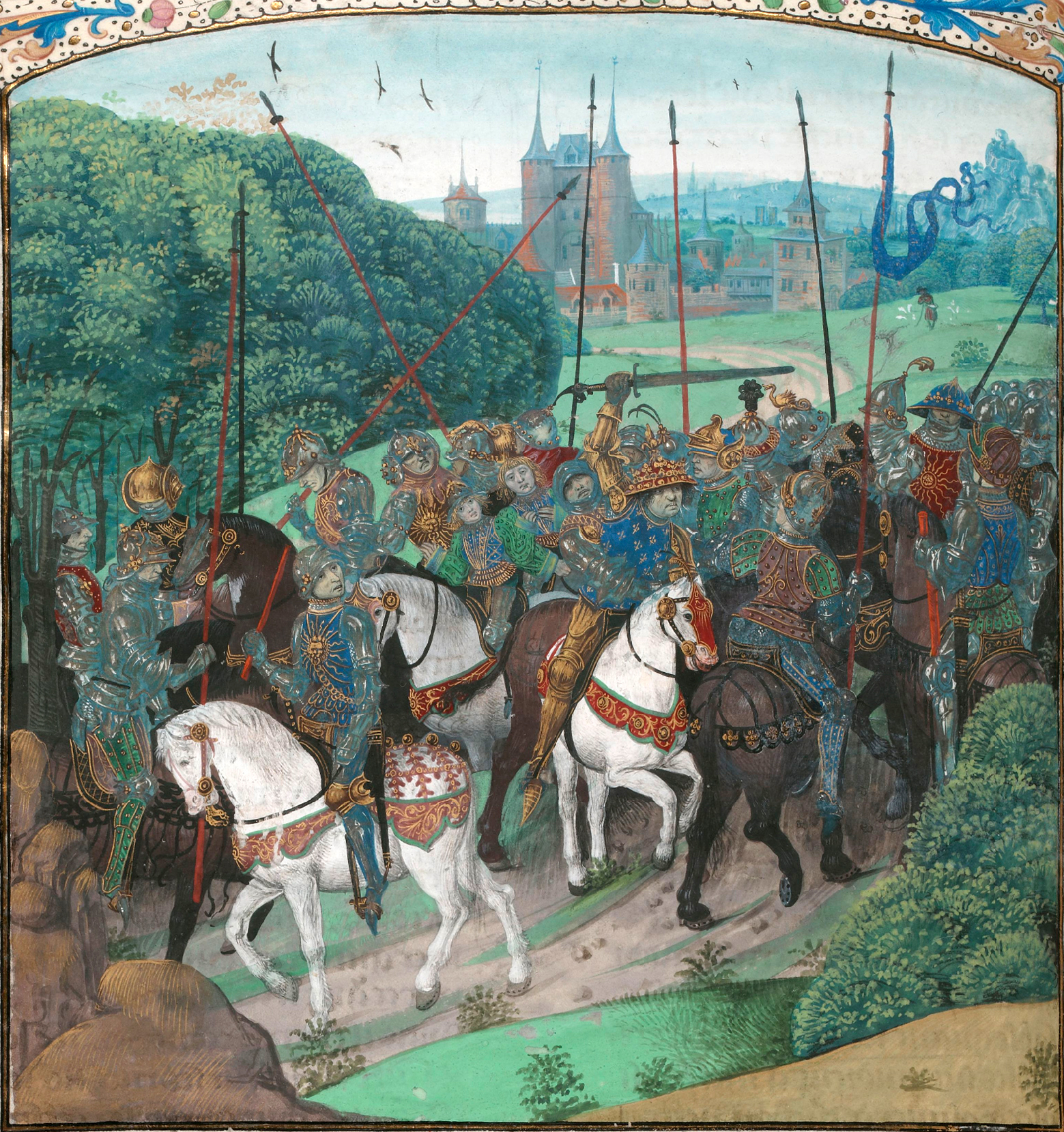
Charles VI de France saisi de folie non loin du Mans, enluminure du XVe siècle réalisée pour les Chroniques de Jean Froissart.

« Dès lors, tous les grands projets furent abandonnés, et toutes sortes de désordres commencèrent à troubler le royaume. »

### Mariage avec Antoinette de Turenne
Louis de Bourbon rejoint Avignon à la mi-mai 1393, car il tente de mettre un terme à la guerre que fait Raymond de Turenne à Clément VII, Marie de Blois et son fils Louis II d'Anjou. Une entrevue a lieu au château de Boulbon qui appartient à Boucicaut, le 1er juin. C'est là que le vicomte de Turenne apprend que le Conseil du roi a un parti à lui proposer pour sa fille en la personne du maréchal. Raymond de Turenne dit consentir pour faire plaisir au roi notre sire et à nos seigneurs les ducs, et pour le bien et honneur de la personne dudit monseigneur le maréchal.

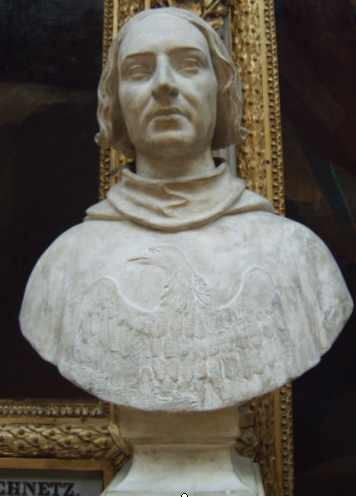
Jean de Vienne qui fit le siège des Baux-de-Provence que défendait Raymond de Turenne

Antoinette de Turenne, seule héritière de la vicomté, devait initialement épouser Charles du Maine, frère de Louis II d’Anjou, mais le Conseil du roi entérine différemment, et sont dépêchés Jean de Pertuis et Jean Blondel comme ambassadeurs auprès de Clément VII à Avignon, et auprès de Raymond de Turenne, alors assiégé dans sa forteresse des Baux par l’amiral Jean de Vienne. Au cours de l’audience avec l'antipape, les deux plénipotentiaires insistent sur les avantages de l’union d’Antoinette avec le maréchal, fidèle serviteur de la politique royale. Ce mariage était le gage de la fin des conflits entre le vicomte de Turenne, le pape (antipape), l’Église, Marie de Blois, la comtesse de Provence et son fils Louis II d’Anjou.
Jean Blondel demande à Jean de Vienne de lever le siège des Baux, ce qui est fait par l’amiral. Quant à l'antipape, il rechigne, et pour empêcher que Boucicaut pût se marier, il lui refuse tout d’abord un sauf-conduit, puis enfin décrète une trêve de quelques jours et accorde l’autorisation de passage. Boucicaut arrive à la forteresse des Baux le 21 décembre. Dans sa suite se trouvent Hélion de Neillac, chambellan de Charles VI, Édouard de Beaujeu et Blain Loup, maréchal du Bourbonnais. Mais le pontife avignonnais n’avait pas désarmé, et dans la semaine de Noël 1393, Pierre Vyen et Jaumet Martin, deux hommes d’armes de Boucicaut, sortis de Boulbon chargés de lettres pour les Baux où séjournait le maréchal, sont attaqués, capturés et torturés, car Boucicaut fut d’emblée considéré par l'antipape comme un soutien important de Raymond de Turenne, et le château de Boulbon comme une place forte ennemie. Mais que vaut la volonté d'un antipape face à celle du roi de France ? 

Parti, au premier, d'argent à l'aigle de gueules bécquée et membrée d'azur, qui est de Boucicaut, au second, coticé d'or et de gueules de douze pièces, qui est de Turenne.

Le 24 décembre 1393, en présence de Raymond de Turenne, Bernard Trévenq, vicaire de la chapelle castrale des Baux, célèbre le mariage de Boucicaut et d’Antoinette, âgée alors d’environ 17 ans.
Par contrat, le maréchal reçoit en dot le comté d’Alès, la baronnie d’Anduze, les fiefs de Portes-Bertrand et de Saint-Étienne-de-Valfrancesque. Quant à lui, il affirme être prêt à soutenir la querelle de son beau-père contre l'antipape et la seconde maison d’Anjou, et même à lui céder son château de Boulbon si nécessaire. De plus, il promet que ses héritiers mâles porteraient sur leur écu les armes de Turenne écartelées des siennes.

### Problèmes familiaux
Après les noces, Raymond de Turenne quitte les Baux. Le maréchal installe son épouse à Boulbon et accompagne son beau-père à Villeneuve-lès-Avignon, puis ils vont à Viviers, puis à Baix où réside Alix la Major, veuve du comte de Valentinois et tante du vicomte. Là, au cours des trois dernières semaines de janvier 1394, Boucicaut affirme à son beau-père être prêt à l’appuyer dans ses litiges avec Marie de Blois, et à intervenir auprès du Parlement en faveur de la comtesse douairière de Valentinois spoliée de ses fiefs par son neveu.
Mais les promesses du maréchal restèrent lettre morte, et pire, le vicomte furieux accuse son gendre de « tricheries, desloiautés et barateries » car celui-ci s’était emparé de Pontgibaud en Auvergne, fief de son beau-père, dans la première semaine de mars 1394 : Raymond de Turenne reçut un courrier de son capitaine de Pontgibaud qui l’informait que des hommes d’armes de Boucicaut, avec sa procuration en mains, étaient venus exiger son château en le menaçant de le pendre s’il ne cédait pas.
Le vicomte prit alors conscience qu’il avait été joué et que l’accord passé n’avait jamais été considéré par le maréchal comme un engagement réel.

### Bataille de Nicopolis et défense de Constantinople

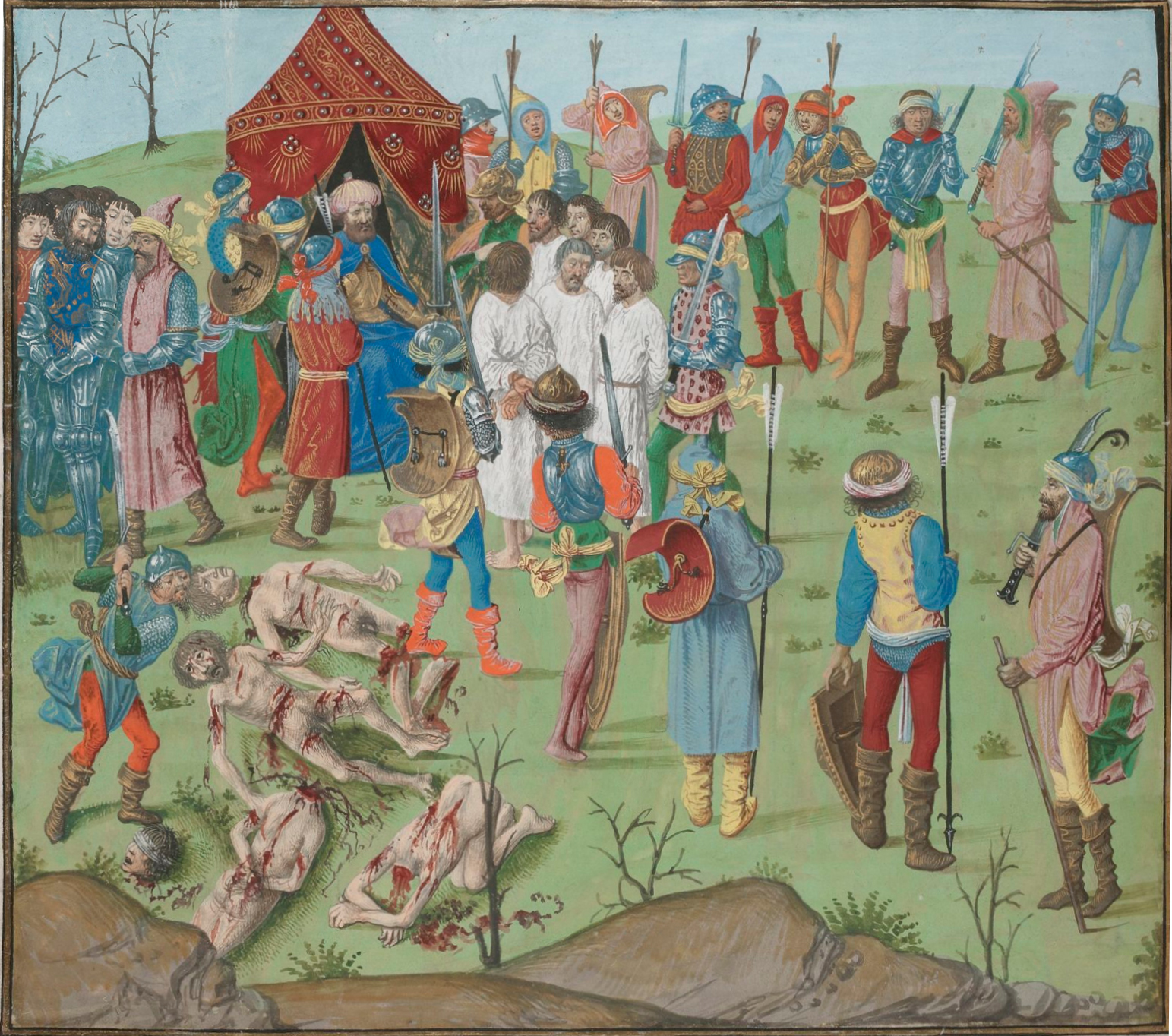
Massacre des prisonniers après la bataille de Nicopolis

Depuis quelque temps on préchait une croisade qui avait pour objet de secourir le royaume de Hongrie et Constantinople menacés par les Turcs.
La concentration des troupes croisées se fait à Dijon, le départ est donné le 20 avril 1396.
Dans cette armée, commandée par Jean, comte de Nevers et futur duc de Bourgogne, se trouvent le duc Jean Ier de Bourbon ; l’amiral Jean de Vienne, porteur de l’étendard marial ; Gui de La Trémoïlle ; Enguerrand de Coucy ; Boucicaut et son frère Geoffroy. Ils sont renforcés par les hospitaliers de Philibert de Naillac, Grand Maître de l’Ordre de Saint-Jean de Jérusalem.
Ils se dirigent vers Nicopolis  où il se heurtent à l’armée de Bajazet le 25 ou 28 septembre.
Les chrétiens sont écrasés . Seul Sigismond réussit à s’enfuir sur un navire vénitien ; l’amiral Jean de Vienne est tué ; le comte Jean, qui avait gagné sur le champ de bataille son surnom de Jean sans Peur, est fait prisonnier et intervient auprès de Bajazet pour que les deux frères Boucicaut, ainsi que Gui de La Trémoïlle et Enguerrand de Coucy aient la vie sauve. Ils font partie des vingt-quatre seuls prisonniers amenés en captivité, les autres sont massacrés.
Le maréchal est libéré par anticipation afin d’avertir les familles des prisonniers à rançon de la somme qui leur était imposée (un total de 150 000 livres, payées comptant).
À peine Boucicaut est-il revenu dans ses foyers, où il avait besoin de prendre quelques repos, qu'il est envoyé en Guyenne, le comte de Périgord ayant levé l'étendard de la révolte. Le maréchal le bat, s'empare de ses châteaux et le ramène au roi.
Peu après, l'empereur Manuel II Paléologue demande de nouveau assistance à la chrétienté. Charles VI charge Jean de secourir les Grecs, et lui fournit 1 200 hommes. L'amiral débarque à Constantinople durant l'été 1399, et réalise des exploits, « portant la terreur de ses armes », effectuant des incursions sur la rive orientale du Bosphore.
Rentré en France, Boucicaut crée, pour plaire à sa femme, l'Ordre de la dame blanche à l'écu vert .

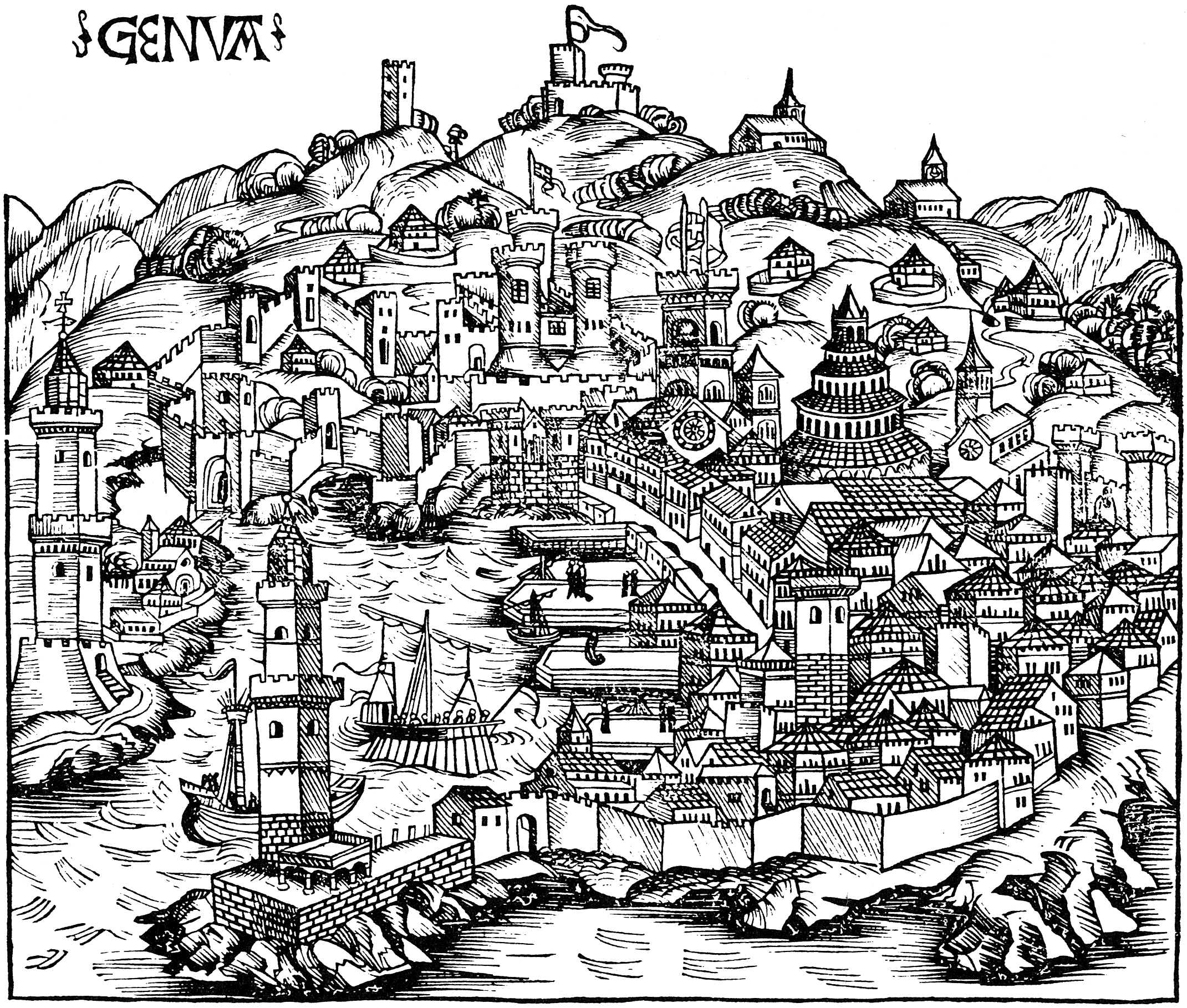
Vue de Gênes au XVe siècle

### Gouverneur de Gênes
Le doge Antonio Adorno offrit la souveraineté de Gênes à Charles VI, pour tenter de mettre fin aux conflits, à l'anarchie, qui régnait entre les grandes familles de la Superbe République.
Quoique le royaume de France était fort troublé et divisé en mille factions, la proposition fut acceptée et les troupes françaises s'installèrent à Savone le 16 mars 1396, et à Gênes le 27 novembre 1396. Boucicaut est nommé gouverneur de ces deux cités en 1401. Il s’y conduit avec une rare fermeté, et sa politique est louée par les gens honnêtes.
En 1403, Boucicaut s'embarque avec une armée pour secourir Famagouste, propriété génoise menacée par le roi de Chypre Janus, qu'il force à renoncer, appuyé par intervention diplomatique des chevaliers de Rhodes ; il profite aussi de sa présence dans ces eaux pour faire campagne contre les "Sarrasins" : il attaque avec plus ou moins de succès Lattaquié, Tripoli, Sidon, Beyrouth.
Sur le chemin du retour vers l'Italie, sa flotte est attaquée entre l'île de Sapientza et Modon par celle de Venise, toujours commercialement en concurrence avec Gênes. S'ensuit une guerre ouverte entre les deux villes.
Comme partout à cette époque, la vie politique était extrêmement compliquée en Italie, et Jean fut appelé à intervenir dans les affaires du duché de Milan. Alors qu'il se trouve à Milan éclate une révolution à Gênes, en 1409 : la garnison française est surprise et massacrée. Incapable de réduire la sédition, le maréchal rentre en France.

### Vicomte de Turenne
Il y a ensuite un trou dans l'historique de notre héros, jusqu'en 1413, où à la mort de son père, Antoinette devient vicomtesse de Turenne. Le 12 mars, Boucicaut se trouve avec elle au château de Castelnau-Bretenoux, en vicomté de Turenne. Le 4 avril 1413, Boucicaut s’intitule vicomte de Turenne. Le 3 juin, les consuls de Brive donnent procuration à Pierre Régis, bachelier ès-droits, et à Pierre Raynal le Jeune, notaire, « pour accorder les différents avec puissant seigneur Boucicaut, mareschal de France, et dame Antoinette, vicomtesse de Turenne ».

### Bataille d’Azincourt, la fin

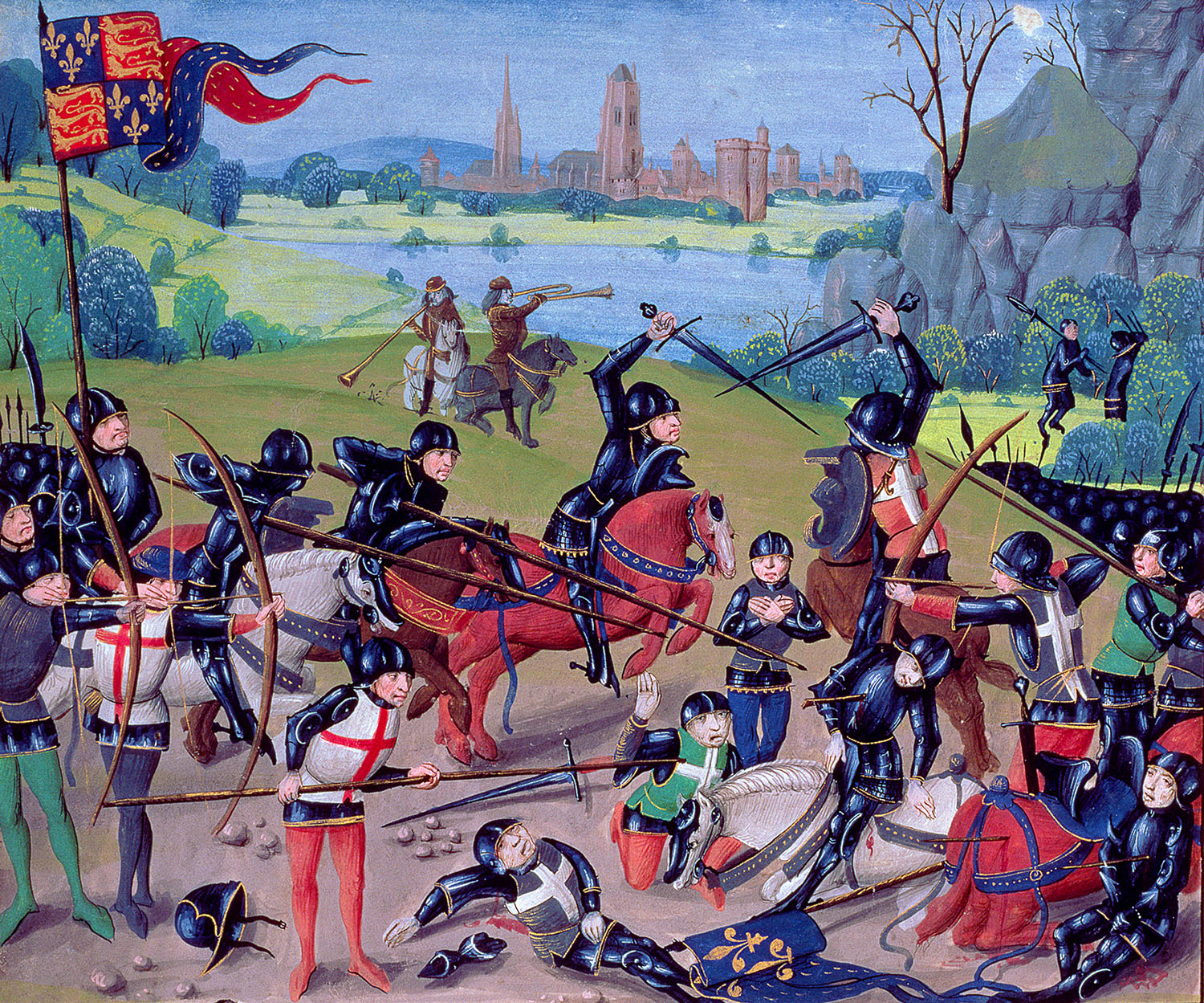
La bataille d'Azincourt

En 1415, Henri V, roi d'Angleterre, débarque sur les côtes de Harfleur avec une armée, s'empare de plusieurs villes et pénètre en Picardie. Le 25 octobre se livre la bataille d'Azincourt.
À la tête des troupes françaises se trouvent Jean Ier d'Alençon, le connétable Charles Ier d’Albret, le duc Charles Ier d'Orléans et le maréchal Boucicaut, qui n'est pas favorable à l'engagement.
Leur armée est taillée en pièces.
Parmi les morts se trouvent le comte d’Alençon, le connétable d’Albret, Édouard III de Bar. Henri V ordonne le massacre des prisonniers à rançon. Rares sont ceux qui comme Charles d’Orléans et le maréchal Boucicaut gardent la vie sauve. Ils sont conduits outre-Manche, Le Meingre y meurt en 1421.
Ramené en France, il est inhumé en la basilique de Saint-Martin de Tours, dans la chapelle de sa famille. Une épitaphe lui donne le titre de Grand Connétable de l’Empereur et de l’Empire de Constantinople. Antoinette de Turenne est plus tard enterrée auprès de son époux.

## Œuvres

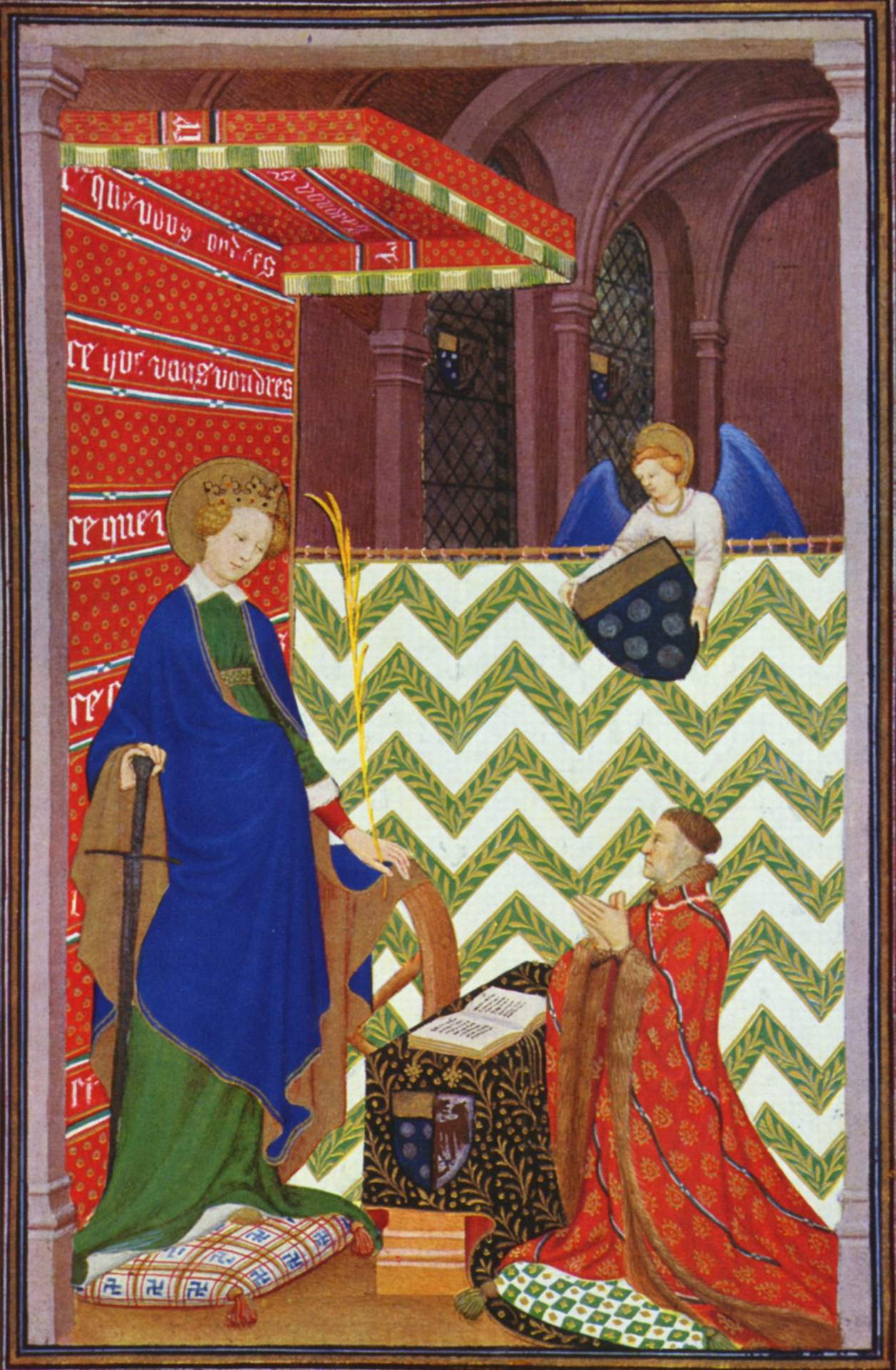
Boucicaut agenouillé devant sainte Catherine (Heures du maréchal de Boucicaut)

### Le Livre des faicts du bon messire Jean le Maingre, dit Boucicaut
Ses Mémoires, connus sous le nom de Livre des faicts du bon messire Jean le Maingre, dit Boucicaut, sont parvenus jusqu’à nous, écrits par lui-même ou sous ses yeux[réf. nécessaire].
En voici les principales éditions :
- Histoire de Mr Jean de Boucicaut, mareschal de France, gouverneur de Gennes, et de ses mémorables faicts en France, Italie et autres lieux, du règne des roys Charles V et Charles VI, jusques en l’an 1408, Éd. Théodore Godefroy, Libraire A. Pacard, Paris, 1620.
- Le Livre des faicts du mareschal de Boucicaut, éd. Cl.-B. Petitot, dans Collection complète des mémoires relatifs à l’histoire de France, t. VI, Éd. Foucault, Paris, 1819
- Le Livre des faicts du bon messire Jean le Maingre, dit Boucicaut, maréchal de France et gouverneur de Gennes, dans Nouvelle Collection des mémoires pour servir à l’histoire de France, depuis le XIIIe siècle jusqu’à la fin du XVIIIe siècle, précédés de notices pour caractériser chaque auteur des mémoires et son époque, suivis de l’analyse des documents historiques qui s’y rapportent, Paris, Éditeur du Commentaire analytique du Code civil, 1re série, t. II, 1836.
- Livre des faits du bon messire Jean le Maingre, dit Bouciquaut, mareschal de France et gouverneur de Jennes, Choix de chroniques sur l’histoire de France, Éd. A. Desprez, Paris, 1838.
- Le Livre des fais du bon messire Jehan le Maingre, dit Bouciquaut, mareschal de France et gouverneur de Jennes, Éd. Droz, Paris et Genève, 1985.

Ses Mémoires sont une mine de renseignements sur :

#### Sa façon de vivre
« De sa vêture et habillement le Maréchal n’est mignot ni déguisé, quoique son appareil soit propre et net ».
« Quant à la nourriture, sachez que la coutume de ce Boucicaut est telle que jamais à table il ne mange que d’une seule viande, la première qui lui tombe sous la main. Jamais il ne se délecte en étranges viandes, ni sauces ou saveurs diverses ».
« Quant au vin, il ne le boit que couper d’un quart d’eau, et il n’en prend jamais hors à dîner et à souper. Il boit comme il mange, très temprément et sobrement ».
« Et quoique ses gens soient servis en argent doré et qu’il ait assez de vaisselle, jamais il ne veut être servi de nulle chose en or ni en argent. Il préfère l’être en étain, en verre ou en bois ».
« Le Maréchal a le jour du vendredi en grande révérence. Il n’y mange chose qui ne prenne mort et, en l’honneur de la Passion de Notre-Seigneur, il ne se vêt que de noir. Le samedi, il jeûne de droite coutume ainsi que tous les jours commandés par l’Église. Et pour rien n’en briserait ».

#### Sa dévotion
« Le Maréchal cause peu. Et quand de son mouvement, il se prend à parler, c’est toujours de Dieu ou des saints, de vertu ou de bien qu'aucun a fait, de vaillance et de chevalerie, de quelque bon exemple ou de toutes autres belles choses ».
« Sachez que moult lui plaît ouïr beaux livres de Dieu et des saints, des faits des antiques Romains et histoires anciennes ».
« Il aime Dieu et le redoute surtout car il est très dévot. Chaque jour, il dit ses heures, oraisons et suffrages des saints. Et quelque besoin ou hâte qu’il ait, il entend chaque matin deux messes, les genoux à terre. Ni nul n’oserait lui parler tandis qu’il est à ses messes et qu’il dit son service ou prie Dieu ».
« De plus, jamais ne jure Notre-Seigneur, ni la mort, ni la chair, ni le sang, ni autre détestable serment. En son hôtel, il ne souffre aucun jurement ni que ses gens renient et maugréent, comme tant font. Mal leur adviendrait si cela venait à sa connaissance et il n’y a si grand qu’il n’en punirait ».

#### Son respect de la religion
« Le Maréchal aime à secourir couvents et églises et fait réparation de chapelles et lieux d’oraison. Volontiers il donne aux pauvres prêtres, aux pauvres religieux et à tous ceux qui sont au service de Dieu. Et à tout dire, jamais ne fault à ceux qui lui demande l’aumône pour l’amour de Dieu ».
« Quand le Maréchal voyage aucune part en armes, il fait défendre expressément, sous peine de la hart, que nul ne soit si hardi de grever église, ni monastère, ni prêtre, ni religieux, même en terre d’ennemis ».
« Outre cela, Boucicaut va très volontiers en pèlerinage ès lieux dévots tout à pied, en grande dévotion, et prend grand plaisir de visiter les saintes places et bons prud’hommes qui servent Dieu ».
« Boucicaut est très secourable et grand aumônier. Il aime chèrement toutes gens dont il est informé qu’ils mènent bonne et sainte vie et qui servent dévotement Notre Seigneur. Volontiers les visite et les hante, car comme dit le proverbe commun : Chacun aime son semblable ».
« Davantage ne ment et ce que le Maréchal promet, il le tient. Il hait les mensongers et flatteurs qu’il chasse. Il hait pareillement jeux de fortune ni nul temps n’y joue ».

### Les Heures du maréchal Boucicaut

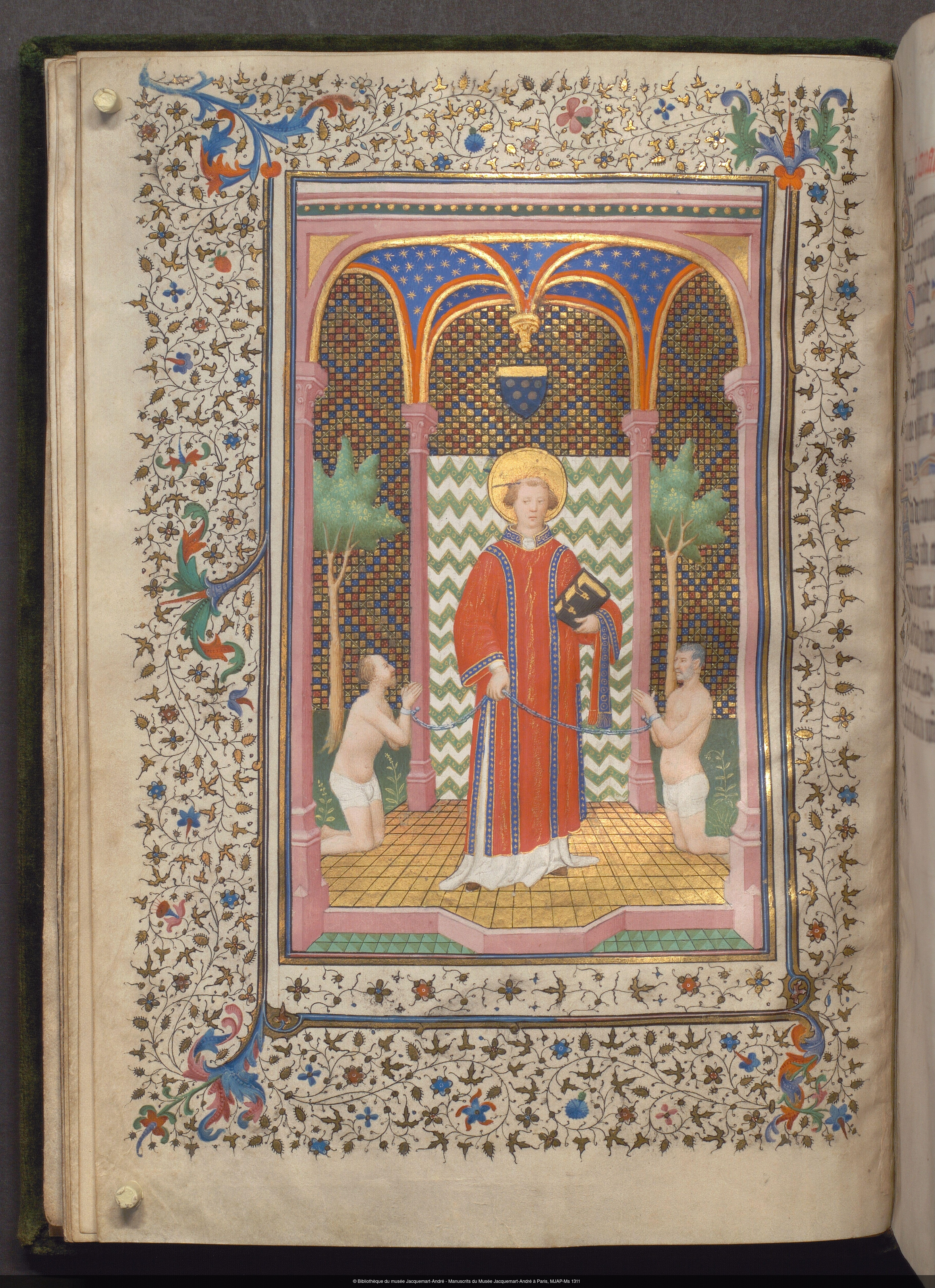
Page des Heures du Maréchal Boucicaut
Musée Jacquemart-André

Les Heures du maréchal Boucicaut font partie des collections du Musée Jacquemart-André à Paris. Sur deux cent quarante-neuf feuillets en parchemin, le Maître de Boucicaut a peint quarante-quatre grandes miniatures.
Ce manuscrit enluminé était initialement aux armes et devise du maréchal et de son épouse Antoinette de Turenne. Elles ont été après coup surchargées ou écartelées à celles de Poitiers-Valentinois.
Cela cesse d’être un mystère quand on sait que Geoffroy le Meingre, frère du maréchal et gouverneur du Dauphiné (1399-1407) devenu veuf de Constance de Saluces, s’était remarié à Isabelle de Poitiers-Valentinois en 1421.
Son fils Jean III le Meingre, fut l’héritier du Livre d’Heures de son oncle et y fit ajouter quatre folios avec son portrait. Il testa en 1485 et demanda à son légataire et cousin Aymar de Poitiers-Valentinois d’écarteler ses armes avec les leurs. Les modifications des blasons auraient été faites à la demande de celui-ci.
Une édition moderne des Heures du maréchal Boucicaut a été faite par : 
- Albert Châtelet, L’Âge d’or du manuscrit à peintures en France au temps de Charles VI et les Heures du maréchal Boucicaut, sous l’égide de l’Institut de France, Éd. Faton, Dijon, 2000.

### Ses poèmes apocryphes
Le Livre des cent ballades lui a été longtemps attribué. Il l’aurait, disait-on, composé en captivité avec Jean de Werchin, Philippe d’Artois, le maréchal d’Eu, et Jean de Cresèques. Il est certain que la présence de Charles d’Orléans, prisonnier comme eux, dut inciter quelques chevaliers français à rimailler. Et ce fut, selon la critique actuelle, très certainement le sire de Werchin qui composa la quasi-totalité des ballades. À titre d’exemple, voici un des rondeaux que l’on se plaisait à attribuer à Boucicaut :
Monstrer on doit qu’il en desplaize
Du mesfaict, à qui n’a povoir
De servir ; car si cru pourvoir
En parler, il semble qu’il plaize,
Qui ne peut, pour le moins se taize,
Monstrer on doit qu’il en déplaize
De servir à qui n’a povoir.
Mais dire qu’on n’a temps, ni aize,
Pour aage d’y faire devoir,
Chacun seet bien apparcevoir
Que peu courée tôt sa rapaize,
Monstrer on doit qu’il en déplaize.